# میخال مرتیناک
میخال مرتیناک (انگلیسی: Michal Mertiňák؛ زادهٔ ۱۰ اکتبر ۱۹۷۹) تنیس‌باز بازنشسته اهل اسلواکی است.